# Saque de Meca
O Saque de Meca ocorreu em 11 de janeiro de 930, quando os Carmatas ou Qarmatians do Bahrain saquearam a cidade sagrada muçulmana em meio aos rituais da peregrinação do Hajj.
Os Qarmatians, uma seita radical Isma'ili estabelecida em Bahrein desde a virada do século 9, já haviam atacado as caravanas de peregrinos do Hajj e até invadido e invadido o Iraque, o coração do califado abássida, em 927-928. Em 928, o líder carmatiano Abu Tahir al-Jannabi convenceu-se de que o tão esperado mahdi, o messias que inauguraria o fim dos tempos e anularia a lei religiosa existente, havia chegado na pessoa de um jovem persa, Abu'l-Fadl al-Isfahani. Como resultado, al-Jannabi liderou seus homens contra Meca na temporada do Hajj de inverno 929/930.
Os Qarmatians conseguiram entrar na cidade ostensivamente para realizar sua peregrinação, mas imediatamente se voltaram para atacar os peregrinos. A cidade foi saqueada por oito a onze dias, muitos dos peregrinos foram mortos e deixados insepultos, enquanto até mesmo a Caaba, o local mais sagrado do Islã, foi saqueada e todas as suas decorações e relíquias levadas para Bahrein, incluindo a Pedra Negra. Este ato significou uma ruptura completa entre os Qarmatians e o mundo islâmico, e foi seguido em 931 pela revelação de al-Isfahani como Deus manifesto diante dos fiéis Qarmatian. No entanto, logo ficou evidente que o mahdi não era nada disso, e ele foi assassinado. A lei islâmica foi restaurada em Bahrein, e os Qarmatians entraram em negociações com o governo abássida, que resultou na conclusão de um tratado de paz em 939 e, eventualmente, no retorno da Pedra Negra a Meca em 951.